# Nikólaosz Morákisz
Nikólaosz Morákisz (görög nyelv: Νικόλαος Ντοράκης) (? – ?) olimpiai bronzérmes görög sportlövő.
A legelső újkori nyári olimpián, az 1896. évi nyári olimpiai játékokon, Athénban indult sportlövészetben, kettő versenyszámban: katonai pisztolyban bronzérmes lett az amerikai Paine-fivérek mögött, míg szabadpisztolyban 4.